# Акашев, Константин Васильевич
Константи́н Васи́льевич Ака́шев (22 октября 1888 — 9 апреля 1931) — советский военачальник, первый главком авиации СССР.

## Биография
Родился в деревне Михалино Яновольской волости Люцинского уезда Витебской губернии. С 1904 года участвовал в революционной деятельности, в 1905 году был принят в боевую организацию Северного областного комитета социалистов-революционеров.
В 1906 году вышел из партии эсеров и вступил в федерацию анархистов-коммунистов («чернознаменцев»); в апреле 1907 года Константин Акашев, как участник этой организации, был арестован в Киеве, предан военному суду и в 1908 году был сослан в Туруханский край за участие в покушении на премьер-министра России Петра Столыпина. Но летом 1909 года бежал из ссылки за границу и с тех пор находился в розыске как политический преступник. Жил на нелегальном положении во Франции и Италии, в 1910 году прошёл в Милане курс обучения в школе знаменитого итальянского авиатора Джованни Капрони. С 1911 года учился во Франции, где в 1914 году окончил высшее училище аэронавтики и механики с дипломом инженера-аэронавта и механика.
В начале Первой мировой войны вступил добровольцем в ВВС Франции и в 1914 году прошёл курс в школе военной авиации в Аворе, получив звание военного лётчика. Весной 1915 года в Бурже окончил школу боевой авиации.

«Русский военный атташе при штабе ген. Жофра, не подозревая, что имеет дело с террористом, решил „редкого специалиста“, по тем временам, направить в русскую армию. К. В. Акашев согласился и был командирован в Россию, но по прибытии на границу был арестован. По протесту французского посла и трудовой группы Государственной думы через три месяца был освобождён, но без прав службы в армии.»
Поступил на авиационный завод в Петрограде, работал как конструктор и лётчик.
Был участником вооружённого восстания в Петрограде в 1917 году, был выбран комиссаром Управления Военно-воздушного флота. В декабре 1917 назначен председателем Всероссийской коллегии по управлению воздушным флотом, на которую были возложены основные функции по созданию и строительству воздушного флота республики, включая подготовку кадров и материально-техническое обеспечение. В 1918 году был командующим воздушными силами 5-й армии Восточного фронта, с декабря 1918 года назначен начальником авиации воздухоплавания Южного фронта. С июня 1919 года по февраль 1921 года — начальник Главвоздухофлота.
В последние годы жизни работал на руководящих должностях на авиационных заводах Ленинграда и Москвы (завод № 1), преподавал в Академии Воздушного флота. Арестован 3 марта 1930 года (дело «Весна»). 3 апреля 1931 года Коллегией ОГПУ приговорён к расстрелу по обвинению в шпионаже. Расстрелян 9 апреля 1931 года. Похоронен на Ваганьковском кладбище.
Реабилитирован 1.09.1956.